# Административно-территориальное деление Путятинского района

Путятинский район на карте Рязанской области

Путятинский район в рамках административно-территориального устройства включает 6 сельских округов.
В рамках организации местного самоуправления, муниципальный район делится на 6 муниципальных образований со статусом сельских поселений:
- Береговское сельское поселение (с. Береговое)
- Большеекатериновское сельское поселение (с. Большая Екатериновка)
- Карабухинское сельское поселение (с. Карабухино)
- Песочинское сельское поселение (с. Песочня)
- Путятинское сельское поселение (с. Путятино)
- Строевское сельское поселение (с. Строевское).

Сельские округа соответствуют сельским поселениям.

## Формирование муниципальных образований
В результате муниципальной реформы к 2006 году на территории 10 сельских округов было образовано 6 сельских поселений.
| Административно-территориальная единица | Населённый пункт                 | Муниципальное образование               |
| --------------------------------------- | -------------------------------- | --------------------------------------- |
| Береговский сельский округ              | Береговое                        | Береговское сельское поселение          |
| Береговский сельский округ              | Волово                           | Береговское сельское поселение          |
| Береговский сельский округ              | Мясной                           | Береговское сельское поселение          |
| Береговский сельский округ              | Отрада                           | Береговское сельское поселение          |
| Береговский сельский округ              | Павловка                         | Береговское сельское поселение          |
| Береговский сельский округ              | Поликаново                       | Береговское сельское поселение          |
| Береговский сельский округ              | Прудки                           | Береговское сельское поселение          |
| Летниковский сельский округ             | Костыли                          | Береговское сельское поселение          |
| Летниковский сельский округ             | Летники                          | Береговское сельское поселение          |
| Летниковский сельский округ             | Лохино                           | Береговское сельское поселение          |
| Летниковский сельский округ             | Никитино                         | Береговское сельское поселение          |
| Летниковский сельский округ             | Никитинский                      | Береговское сельское поселение          |
| Летниковский сельский округ             | Поляки                           | Береговское сельское поселение          |
| Летниковский сельский округ             | Чёрная Слобода                   | Береговское сельское поселение          |
| Большеекатериновский сельский округ     | Берёзовка                        | Большеекатериновское сельское поселение |
| Большеекатериновский сельский округ     | Большая Екатериновка             | Большеекатериновское сельское поселение |
| Большеекатериновский сельский округ     | Караулово                        | Большеекатериновское сельское поселение |
| Большеекатериновский сельский округ     | Малая Екатериновка               | Большеекатериновское сельское поселение |
| Большеекатериновский сельский округ     | Марфино                          | Большеекатериновское сельское поселение |
| Большеекатериновский сельский округ     | Новая Деревня                    | Большеекатериновское сельское поселение |
| Большеекатериновский сельский округ     | Новка                            | Большеекатериновское сельское поселение |
| Большеекатериновский сельский округ     | Петровка                         | Большеекатериновское сельское поселение |
| Большеекатериновский сельский округ     | Ур                               | Большеекатериновское сельское поселение |
| Карабухинский сельский округ            | Васино                           | Карабухинское сельское поселение        |
| Карабухинский сельский округ            | Волковое                         | Карабухинское сельское поселение        |
| Карабухинский сельский округ            | Карабухино                       | Карабухинское сельское поселение        |
| Карабухинский сельский округ            | Лаврентьевка                     | Карабухинское сельское поселение        |
| Карабухинский сельский округ            | Макеево                          | Карабухинское сельское поселение        |
| Карабухинский сельский округ            | Петровка                         | Карабухинское сельское поселение        |
| Карабухинский сельский округ            | Сергиевка                        | Карабухинское сельское поселение        |
| Карабухинский сельский округ            | Славино                          | Карабухинское сельское поселение        |
| Карабухинский сельский округ            | Слесаревка                       | Карабухинское сельское поселение        |
| Карабухинский сельский округ            | Сомово                           | Карабухинское сельское поселение        |
| Карабухинский сельский округ            | Тырницкого рыбхоза               | Карабухинское сельское поселение        |
| Карабухинский сельский округ            | Хлынино                          | Карабухинское сельское поселение        |
| Романово-Дарковский сельский округ      | Ильино                           | Карабухинское сельское поселение        |
| Романово-Дарковский сельский округ      | Петино                           | Карабухинское сельское поселение        |
| Романово-Дарковский сельский округ      | Романовы Дарки                   | Карабухинское сельское поселение        |
| Унгорский сельский округ                | Брусовая                         | Карабухинское сельское поселение        |
| Унгорский сельский округ                | Васино                           | Карабухинское сельское поселение        |
| Унгорский сельский округ                | Ключи                            | Карабухинское сельское поселение        |
| Унгорский сельский округ                | Красные Борки                    | Карабухинское сельское поселение        |
| Унгорский сельский округ                | Культура                         | Карабухинское сельское поселение        |
| Унгорский сельский округ                | Малиновка                        | Карабухинское сельское поселение        |
| Унгорский сельский округ                | Унгор                            | Карабухинское сельское поселение        |
| Унгорский сельский округ                | Ясная Поляна                     | Карабухинское сельское поселение        |
| Песочинский сельский округ              | Городок                          | Песочинское сельское поселение          |
| Песочинский сельский округ              | Княгиня                          | Песочинское сельское поселение          |
| Песочинский сельский округ              | Маровский                        | Песочинское сельское поселение          |
| Песочинский сельский округ              | Песочинского крахмального завода | Песочинское сельское поселение          |
| Песочинский сельский округ              | Песочня                          | Песочинское сельское поселение          |
| Песочинский сельский округ              | Проточный                        | Песочинское сельское поселение          |
| Песочинский сельский округ              | Рассвет                          | Песочинское сельское поселение          |
| Песочинский сельский округ              | Тарасовка                        | Песочинское сельское поселение          |
| Песочинский сельский округ              | Черняевка                        | Песочинское сельское поселение          |
| Песочинский сельский округ              | Шефский                          | Песочинское сельское поселение          |
| Путятинский сельский округ              | Воропаевка                       | Путятинское сельское поселение          |
| Путятинский сельский округ              | Глебово                          | Путятинское сельское поселение          |
| Путятинский сельский округ              | Дубки                            | Путятинское сельское поселение          |
| Путятинский сельский округ              | Климовка                         | Путятинское сельское поселение          |
| Путятинский сельский округ              | Красное Ширино                   | Путятинское сельское поселение          |
| Путятинский сельский округ              | Путятино                         | Путятинское сельское поселение          |
| Воршевский сельский округ               | Агрокультура                     | Строевское сельское поселение           |
| Воршевский сельский округ               | Александровские Выселки          | Строевское сельское поселение           |
| Воршевский сельский округ               | Воршево                          | Строевское сельское поселение           |
| Воршевский сельский округ               | Выдерга                          | Строевское сельское поселение           |
| Воршевский сельский округ               | Строевское                       | Строевское сельское поселение           |
| Воршевский сельский округ               | Суховка                          | Строевское сельское поселение           |
| Воршевский сельский округ               | Тырница                          | Строевское сельское поселение           |
| Екатериновский сельский округ           | Александр-Нетрош                 | Строевское сельское поселение           |
| Екатериновский сельский округ           | Александровка                    | Строевское сельское поселение           |
| Екатериновский сельский округ           | Екатериновка                     | Строевское сельское поселение           |
| Екатериновский сельский округ           | Зеленая Поляна                   | Строевское сельское поселение           |
| Екатериновский сельский округ           | Львиный                          | Строевское сельское поселение           |
| Екатериновский сельский округ           | Пробуждение                      | Строевское сельское поселение           |
| Екатериновский сельский округ           | Свободо-Заводской                | Строевское сельское поселение           |
| Екатериновский сельский округ           | Сергиевка                        | Строевское сельское поселение           |